# ユーロスタット
ユーロスタット (Eurostat) とは、欧州委員会において統計を担当する部局。欧州連合に関連する資料・統計を作成し、加盟国全体の調整を促進することが目的となっている。ユーロスタットはルクセンブルク市におかれている。日本では欧州連合統計局やEU統計局とも呼ばれる。

## 組織
ユーロスタットは欧州委員会の総局のひとつで、総局長をその長としている。また副総局長1名、局長7名、主席顧問1名がそれぞれユーロスタットの活動の各部門を担当する。
2017年以降、総局長はマリアナ・コトゼヴァ（元ブルガリア国家統計院長官）が務めている。

## 役割
ユーロスタットは経済統計や経済・金融収斂についての統計、貿易統計、企業統計、社会・地域統計、農業・環境・エネルギー統計を発表している。ユーロスタット年鑑では欧州連合、ユーロ圏、加盟国についての調整済みのデータを、関連する主要な非加盟国との統計を加えた形にして、豊富に提供している。
ユーロスタットのとくに重要な役割として以下の4つが挙げられる。
- 欧州中央銀行のユーロでの金融政策に寄与するためのマクロ経済的データの作成
- 過剰財政赤字手続きの実施のためのデータの作成
- 欧州連合の構造政策のための地域データと地域分類（NUTS：地域統計分類単位）
- リスボン戦略の目標にむけた進行状況を測定するための高齢労働者の就労率、温室効果ガスの排出量、健康寿命データなどの構造指標の算出

ユーロスタットのウェブサイトでは以下の分野に分類されたデータおよび電子刊行物のほぼすべてをダウンロードすることができる。
- 全般的・地域統計
- 経済・財政
- 人口・社会動態
- 産業・商業・サービス
- 農業・漁業
- 対外貿易
- 運輸
- 環境・エネルギー
- 科学・技術

一部の刊行物については紙媒体で発行されており、EU bookshop で有料で販売されている。

## 不祥事
2000年、内部監査でユーロスタットの外部企業との契約についての問題が明らかになり、欧州不正対策局に対して調査するよう求められたが、欧州不正対策局はこの問題に対応しなかった。2001年、欧州議会議員ポール・ヴァン・バイテネンはかつてサンテール委員会を総辞職に追い込んだ報告書を作成したことがある人物であるが、ユーロスタットの問題で新たな報告書を作成したものの、当初は無視されていた。その後ドイツのジャーナリストであるハンス＝マルティン・ティラックや報道機関がこの問題に関心を持ちはじめた。欧州議会において質問がなされ、欧州不正対策局は "A vast enterprise for looting community funds" と題した報告書を作成した。これを受けて欧州委員会が対応にあたり、3人のユーロスタット幹部が解任され、数多くの外部企業との契約が取り消される事態に至った。
少なくとも1990年代にユーロスタットは、監査の目が及ばない秘密口座に多額の資金を移しかえる複会計制度をとっており、また一部の契約の額面をつり上げたということが伝えられた。また特定の個人に利益がわたったという証拠は見つからなかったものの、縁故主義や不明朗な資金のやり取りが認められ、400万から500万ユーロほどの資金が1996年から2001年のあいだに抜き取られていた。その後この一部は返還されている。
ところがこの数年後、このような「不祥事」は誇大な取り扱いをされているという評価がなされている。2008年7月8日、第一審裁判所 (現: 一般裁判所) は欧州不正対策局の調査について不適切な点があったと判断し、欧州委員会に対して2人のユーロスタット高官に56,000ユーロを支払うよう命じた (Case T-48/05)。